# 洛馬山脈
洛馬山脈是西非國家塞拉利昂的山脈，是該國最高的山脈，最高點是海拔高度1,945米的洛馬曼薩山。山脈地區在1952年成為禁止狩獵的森林保護區，面積33,201公畝。